# Berta Kolokoltseva
Albertina "Berta" Kolokoltseva (Russisch: Альбертина Колокольцева) (Kemerovo, 29 oktober 1937) is een schaatsster uit de Sovjet-Unie. Ze vertegenwoordigde haar vaderland op de Olympische Winterspelen 1964 in Innsbruck waar ze de bronzen medaille won op de 1500 meter.

## Resultaten

### Olympische Spelen
| Jaar | Plaats    | Resultaten |
| ---- | --------- | ---------- |
| 1964 | Innsbruck | 1500 meter |

### USSR kampioenschappen
| Jaar | Allround |
| ---- | -------- |
| 1964 | 5e       |

## Persoonlijke records
| Afstand    | Tijd    | Datum            | Baan            |
| ---------- | ------- | ---------------- | --------------- |
| 500 meter  | 46,40   | 12 januari 1964  | Tsjeljabinsk    |
| 1000 meter | 1.35,90 | 21 december 1963 | Jekaterinenburg |
| 1500 meter | 2.27,10 | 30 januari 1964  | Innsbruck       |
| 3000 meter | 5.17,50 | 11 januari 1964  | Tsjeljabinsk    |